# Paramesogammarus americanus
Paramesogammarus americanus is een vlokreeftensoort uit de familie van de Mesogammaridae. De wetenschappelijke naam van de soort is voor het eerst geldig gepubliceerd in 1979 door Bousfield.